# Музыкальная школа № 3 (Мариуполь)
Музыкальная школа № 3 в городе Мариуполе — одна из самых крупных музыкальных школ Донбасса как по количеству преподавателей, так и по численности учащихся. Расположена в Левобережном районе Мариуполя. Директор — Александр Куватов.
Открыта в 1965 году. На момент открытия в школе работало пять преподавателей.
В настоящее время школа состоит из шести отделов: теоретического, фортепианного, струнно-смычкового, сольного пения, народных инструментов, духовых и ударных инструментов. Срок обучения составляет 5 или 7 лет (в зависимости от инструмента). Всего в школе обучается примерно 715 человек. Обучение ведут 87 педагогов.
Около 300 учащихся стали лауреатами и победители областных конкурсов, около 50 — всеукраинских, 57 — международных.